# Aimargues
Aimargues este un oraș în sudul Franței, în departamentul Gard, în regiunea Languedoc-Roussillon.
1. ↑  répertoire géographique des communes, accesat în 26 octombrie 2015
2. ↑  dataset of postal codes in France, 1 octombrie 2018